# Johnny Bent
John Peale „Johnny“ Bent (* 5. August 1908 in Eagles Mere, Pennsylvania; † 5. Juni 2004 in Lake Forest, Illinois) war ein US-amerikanischer Eishockeyspieler.  

## Karriere
Johnny Bent besuchte zunächst die Harrisburg Academy sowie die Kent Schol, ehe er von 1926 bis 1930 an der Yale University studierte. Für die Yale University spielte er drei Jahre lang Eishockey sowie ein Jahr lang Baseball. Von 1930 bis 1932 spielte er Amateur-Eishockey, ehe er seine Karriere beendete. Während des Zweiten Weltkriegs diente er 15 Monate lang als Lieutenant und wurde sowohl mit dem Bronze Star als auch dem Purple Heart ausgezeichnet.  

### International
Für die USA nahm Bent an den Olympischen Winterspielen 1932 in Lake Placid teil, bei denen er mit seiner Mannschaft die Silbermedaille gewann. Er selbst erzielte in sechs Spielen drei Tore und eine Vorlage.

## Erfolge und Auszeichnungen
- 1932 Silbermedaille bei den Olympischen Winterspielen